# Josiane Boullé
Pour les articles homonymes, voir Boullé et Nairac.
Josiane Boullé, née Nairac le 28 février 1964, est une athlète mauricienne. 

## Biographie
Josiane Boullé remporte la médaille de bronze du 3 000 mètres lors des championnats d'Afrique 1988 à Annaba. 
Elle est sacrée championne de Maurice du 1 500 mètres en 1988 et 1989, du 5 000 mètres en 1995 et 1996, du 10 000 mètres en 1994, 1995 et 1996, du semi-marathon en 1994 et du marathon en 2002 et 2003.
Elle remporte la médaille d'or du relais 4 × 400 mètres et la médaille d'argent du 800 mètres et du 1 500 mètres aux Jeux des îles de l'océan Indien 1979 à La Réunion et participe aux Jeux des îles de l'océan Indien 1985.
Elle allume la vasque des Jeux des îles de l'océan Indien 2003 se déroulant à Maurice, et y remporte la médaille de bronze au marathon.
Elle termine 62e du marathon de Londres en 2004.
Elle est l'épouse de Gérard Boullé, multiple champion national d'athlétisme.